# Корінт (Мен)
Корінт (англ. Corinth) — місто (англ. town) в США, в окрузі Пенобскот штату Мен. Населення — 2900 осіб (2020).

## Демографія
Згідно з переписом 2010 року, у місті мешкало 2878 осіб у 1125 домогосподарствах у складі 798 родин. Було 1233 помешкання
Расовий склад населення:
| - 97,4 % — білих - 0,5 % — корінних американців - 0,3 % — чорних або афроамериканців - 0,3 % — азіатів |

До двох чи більше рас належало 1,4 %. Частка іспаномовних становила 0,7 % від усіх жителів.
За віковим діапазоном населення розподілялося таким чином: 24,7 % — особи молодші 18 років, 62,2 % — особи у віці 18—64 років, 13,1 % — особи у віці 65 років та старші. Медіана віку мешканця становила 40,4 року. На 100 осіб жіночої статі у місті припадало 95,5 чоловіків;  на 100 жінок у віці від 18 років та старших — 97,6 чоловіків також старших 18 років.
Середній дохід на одне домашнє господарство  становив 60 571 долар США (медіана — 53 806), а середній дохід на одну сім'ю — 62 564 долари (медіана — 55 977). Медіана доходів становила 42 770 доларів для чоловіків та 36 029 доларів для жінок. За межею бідності перебувало 14,8 % осіб, у тому числі 19,7 % дітей у віці до 18 років та 19,3 % осіб у віці 65 років та старших.
Цивільне працевлаштоване населення становило 1200 осіб. Основні галузі зайнятості: освіта, охорона здоров'я та соціальна допомога — 37,3 %, будівництво — 13,9 %, роздрібна торгівля — 13,5 %.